# Willem van den Broecke

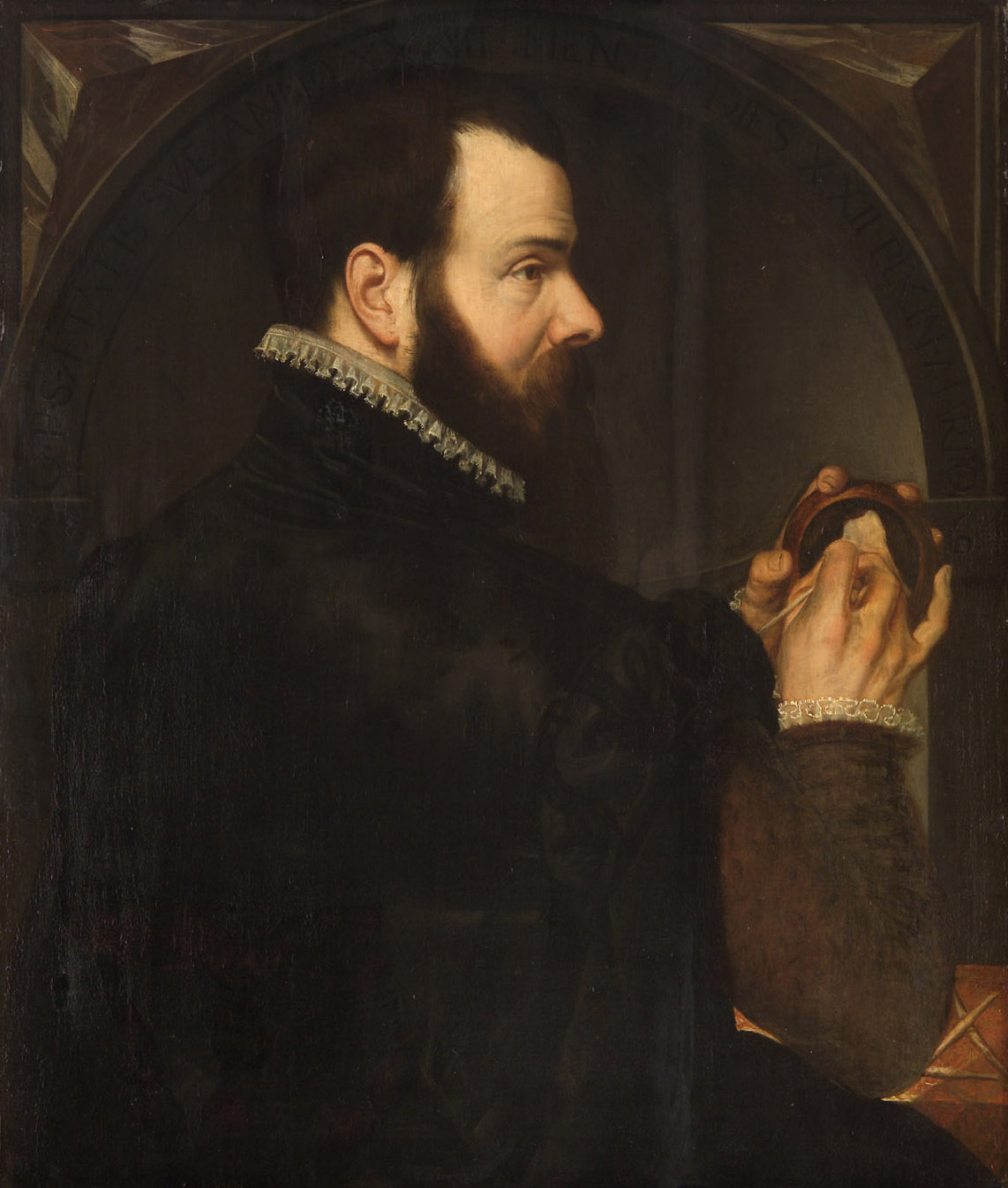
Autorretrato moldeando cera

Willem van den Broecke, Willem van den Broeck o Guillelmus Paludanus  (1530 – 1579) fue un escultor, pintor, dibujante y arquitecto flamenco. Era descendiente de una familia de artistas, que tuvo sus orígenes en Malinas y algunos miembros de los cuales se trasladaron más tarde a Amberes. Willem estuvo activo en Amberes y también trabajó y probablemente se formó en Italia durante un largo período. Fue conocido por sus obras de pequeña escala, muchas de las cuales fueron ejecutadas en alabastro. Fue, junto con Cornelis Floris, el principal escultor de Amberes en la segunda mitad del siglo XVI. También fue uno de los diseñadores del Ayuntamiento de Amberes. Disfrutó del patrocinio de una clientela internacional de élite de instituciones eclesiásticas, nobleza española, príncipes de territorios protestantes y patricios de Augsburgo.

## Vida
Willem van den Broecke nació en Malinas como hijo de Hendrick van den Broeck, de quien no se sabe si era artista. Entre los miembros de su familia había artistas activos en Malinas. Su familia también utilizaba el nombre latinizado "Paludanus". El nombre latinizado se basa en la traducción latina ('palus') de la palabra holandesa 'broeck' (que forma parte de su apellido), que significa pantano o tierra pantanosa. Era hermano de los pintores Hendrick van den Broeck, Joris y Pieter. El pintor Chrispijn van den Broeck era probablemente un pariente. No se sabe con quién se formó Willem, pero se cree que se formó inicialmente en su ciudad natal.

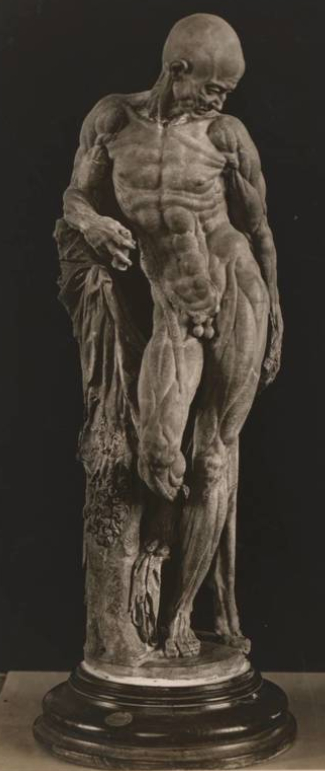
Estudio anatómico

Es probable que Willem continuara sus estudios en Amberes, en el taller de Claudius o Cornelis Floris, y que viajara a Italia antes de 1557. Es posible que viviese allí, en Roma y en Florencia, donde trabajaba su hermano, y en otras ciudades. Se inscribió como maestro escultor en el Gremio de San Lucas de Amberes en el año 1557. Se convirtió en ciudadano de Amberes en 1559. En una carrera activa que duró 20 años, desarrolló una red internacional entre la élite intelectual, artística y gobernante de su tiempo. Recibió encargos de mecenas locales y extranjeros. Los encargos realizados para los mecenas de Augsburgo en 1560 fueron probablemente enviados desde Amberes y no creados en Augsburgo.
En los años 1566 y 1567 esculpió tres figuras para la catedral de Amberes. Además, consiguió el patrocinio del duque de Alba, el gobernador de los Países Bajos en el período 1567-1573, y de la corte del duque en Bruselas. Contó con la protección del humanista español Benito Arias Montano que residió temporalmente en Amberes y le ayudó con sus contactos en la corte.  En 1571, el duque de Alba encargó una estatua de sí mismo de tamaño mayor que el natural para conmemorar su reconquista de gran parte de los Países Bajos y, en particular, su derrota de los rebeldes en Jemgum en 1568. El monumento fue ejecutado por Willem van den Broecke y el escultor de Amberes Jacob Jongheling según un programa propuesto por Arias Montano, que se inspiró en los Hieroglyphica de Piero Valeriano de 1556. La estatua debía colocarse en el interior de la ciudadela de Amberes, que el propio duque había construido anteriormente. Representa a Alba disfrazada de un Hércules cristiano. La estatua fue condenada tanto por los gobernantes españoles como por el régimen holandés por considerarla una expresión indebida de orgullo.  La búsqueda de la gloria en un gobernante, y en particular, en un subordinado del mismo, se consideraba impropio según los principios cristianos y clásicos defendidos por las cortes española y holandesa. La estatua fue vista nada menos que como un acto de autoglorificación de Alba, que bordeaba la deslealtad. Después de que el duque fuera llamado a España, la estatua fue desmantelada sin pompa en 1574 y posteriormente destruida. Algunos grabados realizados antes de la destrucción de la estatua muestran su aspecto. A través de la corte de Bruselas también obtuvo en 1571 el encargo de hacer una reja para un monasterio en Alba de Tormes. Aunque trabajó en los diseños de este proyecto y recibió varios pagos por él, no está claro si van den Broecke llegó a terminarlo.

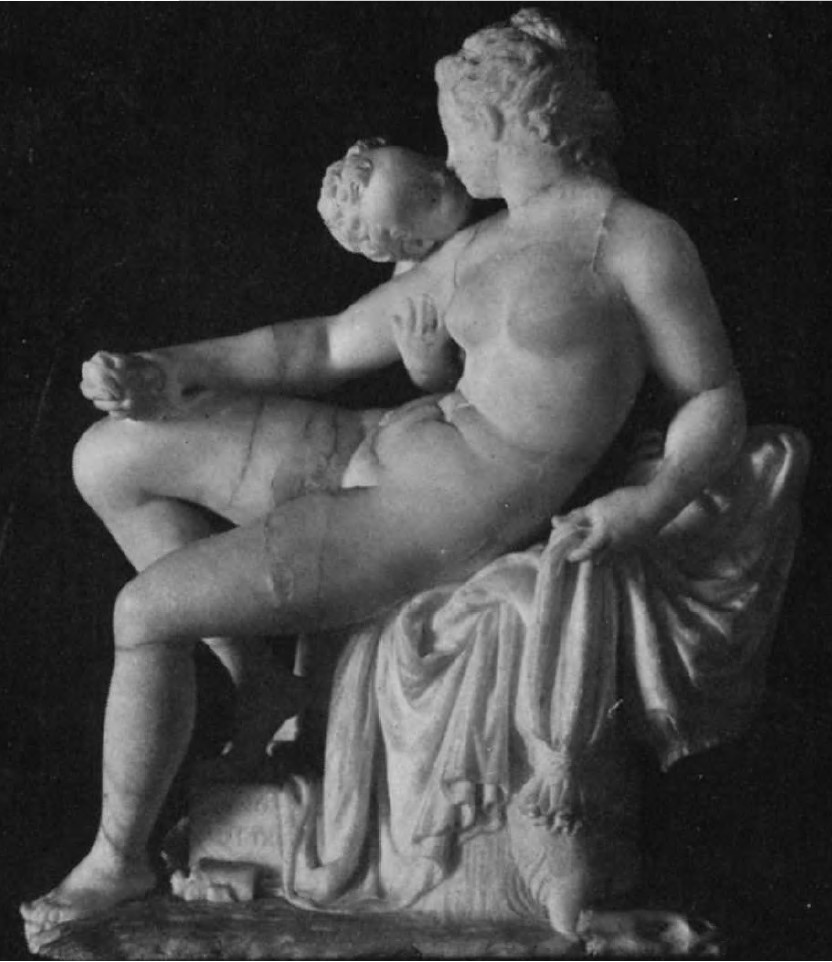
Cypris y Eros

El artista era próspero y compró en 1567 un terreno en la calle Korte Vaartstraat en el centro de Amberes en el que construyó una casa llamada De liefde ('Amor'). Se cree que un relieve de su mano denominado El Jardín del Edén o Amor (colección de los Museos Reales de Bellas Artes de Bélgica, Bruselas ) formaba parte de una chimenea de su casa llamada De Liefde ('Amor'), construida por el artista en Amberes. Más tarde, Van den Broecke compró la parcela adyacente a su casa en la que construyó otra casa.
Estaba casado con Sibilla Rausmaer. No hay información sobre la fecha del matrimonio o los antecedentes de su esposa. La pareja tuvo cinco hijos de los que Rafael, probablemente nacido hacia 1560, se convirtió en un conocido escultor. Otro hijo, Elías, se formó con su tío Pieter en Malinas y se hizo miembro del Gremio de San Lucas de Amberes en 1596 como pintor de casas.
No se conocen los nombres de los alumnos de Willem van den Broecke, pero se sabe que tenía un gran taller en el que empleaba a un número importante de alumnos, muchos de los cuales procedían de su ciudad natal, Malinas. Su obra encontró seguidores entre los talleres de Malinas y Amberes, que crearon relieves tomando prestados los motivos iconográficos de van den Broecke. Dirigió su taller como un hábil comerciante, reproduciendo diseños que se vendían bien, suministrando a otros talleres "prefabricados" y vendiendo obras terminadas desde su casa De Liefde
Van den Broecke murió en Amberes.

## Obra

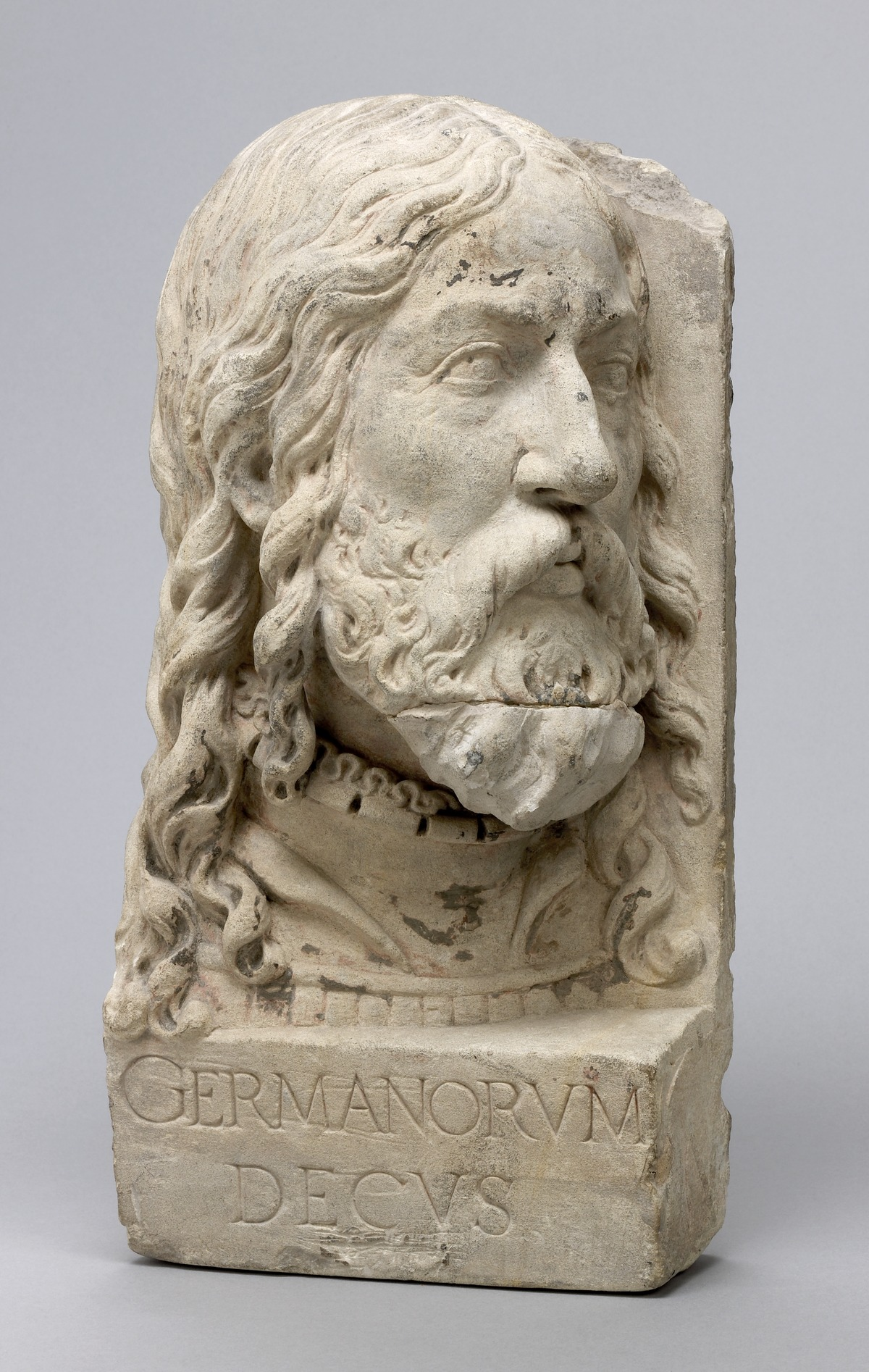
Retrato de Alberto Durero

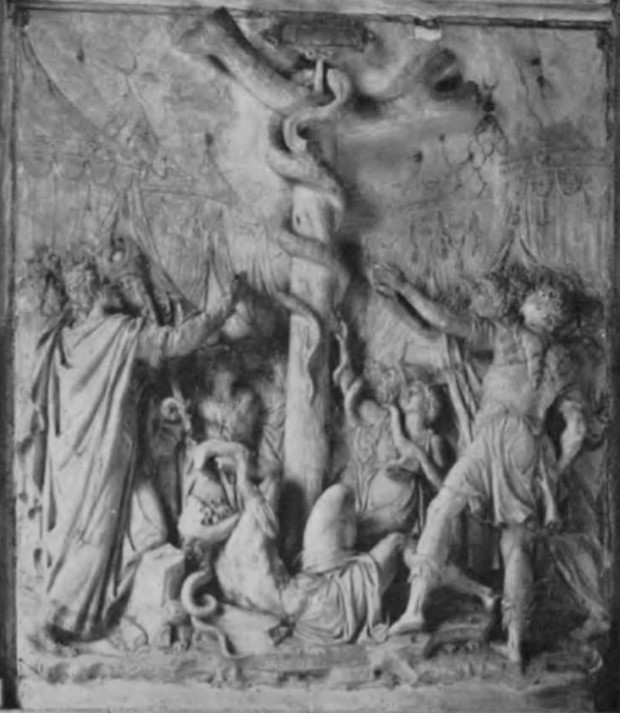
La elevación de la serpiente de bronce

Willem van den Broecke fue un prolífico artista que trabajó como escultor, pintor, dibujante y arquitecto. Van den Broecke fue un escultor variado que trabajó en muchos materiales, como alabastro, mármol, arenisca, cera y terracota. Su temática abarca desde representaciones religiosas hasta mitológicas y retratos. Realizó obras de gran envergadura, como retablos, tabiques y chimeneas. Fue especialmente conocido en Amberes por sus pequeñas imágenes, joyas para gabinetes de curiosidades y decoraciones esculpidas de fachadas.
Las obras de Van den Broecke que se conservan en su país son relativamente pocas. Hay bustos de Jan van Eyck y Alberto Durero que realizó para el portal de la casa de Jan Adriaenssen en la calle Lange Nieuwstraat de Amberes (ahora en la colección del Museum aan de Stroom, Amberes). También se le conoce como uno de los diseñadores del Ayuntamiento de Amberes. La mayor parte de su producción se destinó al mercado de la exportación, como varios relieves religiosos realizados para Augsburgo, Schwerin y Lübeck. Su obra perdida más importante fue exportada a la iglesia del monasterio de Alba de Tormes en España
Fue especialmente conocido por sus obras de pequeño formato, a menudo realizadas en alabastro, por las que su ciudad natal, Malinas, era famosa. Su primera obra conocida es la Cipris y Eros (1561, colección privada). Esta estatua de mármol a pequeña escala fue realizada poco después de su regreso de Italia y muestra la influencia de las estatuas alegóricas de Miguel Ángel en las tumbas de Florencia, así como de la Danaë de Tiziano. Al mismo tiempo, la figura desnuda prefigura las bellezas voluptuosas de los pintores flamencos Rubens y Jordaens. Diez años más tarde, van den Broecke realizó el Estudio anatómico en terracota (Kunsthistorisches Museum), un écorché de un hombre de pie. Está apoyado en un tronco de árbol del que cuelga la piel del hombre. En su mano derecha sostiene el instrumento con el que fue desollado, un cuchillo sin hoja. En la mano izquierda sostiene parte de su piel. La figura representa posiblemente a San Bartolomé. Un écorché como esta obra no tiene precedentes en la escultura flamenca del siglo XVI. Una figura similar ejecutada en bronce ha sido atribuida a van den Broecke (subasta de Christie's en Nueva York del 29 de enero de 2014).
El alabastro fue uno de sus materiales favoritos en el que ejecutó estatuillas de pequeña escala así como relieves religiosos de mayor tamaño. La característica de estos relieves es que las figuras tridimensionales del primer plano están casi completamente separadas del pronunciado bajorrelieve del fondo. Es probable que su técnica de relieve haya sido adquirida sobre todo por su contacto con la obra de Andrea Sansovino y su alumno Jacopo Sansovino. En sus relieves citó motivos antiguos e italianos que habría visto en Italia. En su vista de Jerusalén en el fondo de la Crucifixión de 1562 (Museo Maximilian de Augsburgo) representó edificios de una ciudad concreta, Florencia

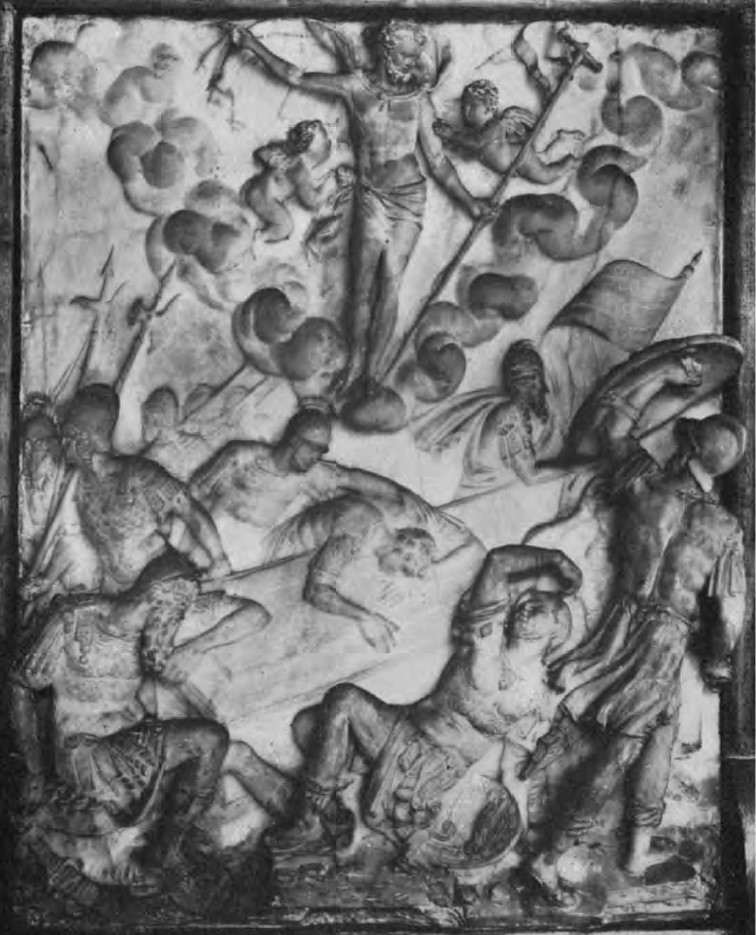
La Resurrección de Cristo

Hizo varios relieves de Calvarios (representaciones de la Crucifixión de Cristo ) en alabastro. Estos probablemente estaban destinados a la devoción privada en casas residenciales ( Museo Maximiliano, Augsburgo y Museo del Louvre, París).  Su relieve en alabastro más antiguo es la Crucifixión de Cristo, fechada en 1560 ( Museo Maximiliano de Augsburgo).  Formaba parte de un retablo de van den Broecke que fue encargado originalmente en 1560 por Bartholomeus May y su esposa Sibilla Rembold para la iglesia dominicana de Augsburgo. Las otras partes del retablo incluyen la Última Cena, el Sacrificio de Abraham, el Sacrificio de Melquisedec y la Resurrección de Cristo (todas en el Museo Maximiliano de Augsburgo). El Museo Maximiliano conserva otro relieve en alabastro de la Crucifixión de Cristo, firmado y fechado en 1562, que probablemente fue realizado para una residencia privada. Tiene su contraparte en una Crucifixión en el Louvre.
Van den Broecke realizó un segundo juego de relieves para el mercado alemán. Este conjunto se realizó para la capilla del Palacio de Schwerin que fue reconstruida por Juan Alberto I, duque de Mecklenburg en el período de 1560 a 1563. De los seis relieves, sólo uno, que representa La elevación de la serpiente de bronce, está firmado por van den Broecke. Por motivos estilísticos, otros cuatro relieves de este grupo pueden atribuirse a van den Broecke. Sin embargo, la Adoración de los Pastores ciertamente no es de su mano. Una tercera serie de siete relieves de alabastro realizados por Willem van den Broecke en el período 1568 a 1572 decora el púlpito de la Catedral de Lübeck. Los relieves de esta última serie se basan estrechamente en los modelos de los relieves de Augsburgo y Schwerin.

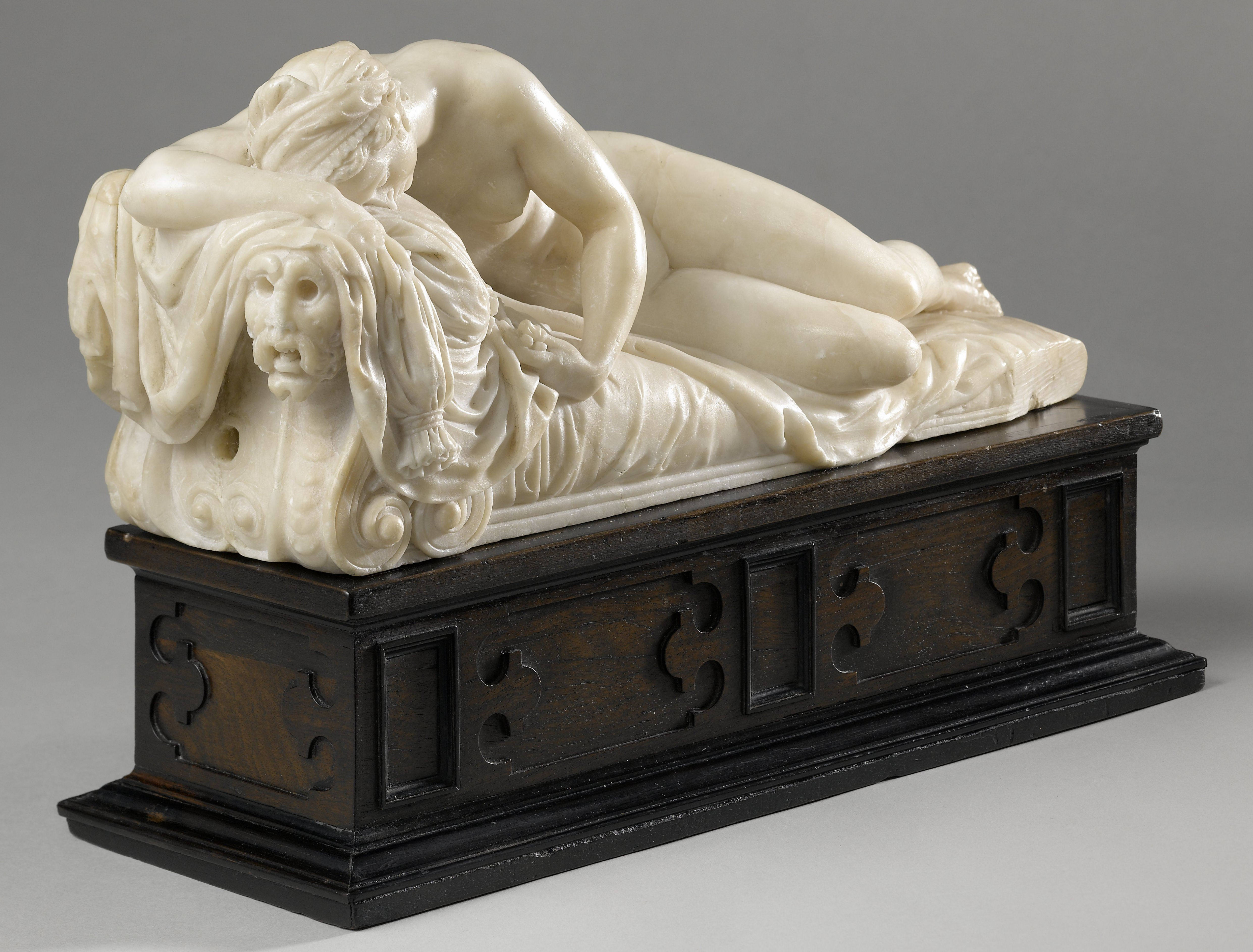
Ninfa durmiente

También creó una serie de pequeñas estatuillas para una clientela exigente que apreciaba las composiciones elegantes y una ejecución detallada en un material precioso. Estas obras se caracterizan por su notable calidad de ejecución, ya que el alabastro permite dar forma con precisión a las expresiones de los rostros, los pliegues de los vestidos y los detalles de los accesorios. Estas obras muestran la influencia de Miguel Ángel, así como la de Giambologna, cuya obra pudo haber visto en Italia. Ejemplos de estas esculturas son la Ninfa dormida (c. 1550-1560, Rijksmuseum) y el Hércules (en la Galería Daniel Katz).
Consta que los artistas realizaron retratos en cera pero actualmente no se le atribuyen obras de este tipo. 